# Stuart Heisler
Stuart Heisler (Los Angeles, 5 de desembre de 1896 – San Diego, 21 d'agost de 1979) fou un director de cinema i televisió estatunidenc. Va treballar com a editor de fotografia de 1921 a 1936, quan va dedicar la resta de la seva carrera a fer de director de cinema. Va ser director el 1944 de la pel·lícula de propaganda The Negro Soldier, una obra de reclutament per afroamericans. Va rebre una nominació als Oscar el 1949 per la seva contribució als efectes visuals de la pel·lícula Tulsa.

## Filmografia[1]

### Edició
- The Love Light (1921)
- Stella Dallas (1925)
- Raffles (1930)
- Whoopee! (1930)
- The Kid from Spain (1932)
- The Masquerader (1933)
- Roman Scandals (1933)
- Kid Millions (1934)
- We're Not Dressing (1934)
- The Wedding Night (1935)
- Somni d'amor etern (Peter Ibbetson) (1935)
- Klondike Annie (1936)
- Poppy (1936)
- The Big Broadcast of 1937 (1936)

### Direcció
- Straight from the Shoulder (1936)
- Huracà sobre l'illa (The Hurricane) (1937)
- The Monster and the Girl (1941)
- Among the Living (1941)
- The Glass Key (1942)
- The Negro Soldier (1944)
- El cavaller de l'oest (Along Came Jones) (1945)
- Blue Skies (1946)
- Una dona desfeta (Smash-Up, the Story of a Woman) (1947)
- Tulsa (1949)
- Tokyo Joe (1949)
- Chain Lightning (1950)
- Dallas, ciutat fronterera (Dallas) (1950)
- Storm Warning (1951)
- The Star (1952)
- Saturday Island (1952)
- Beachhead (1954)
- Mil vegades mort (I Died a Thousand Times) (1955)
- The Lone Ranger (1956)
- Els turons ardents (The Burning Hills) (1956)
- Hitler (1962)